# 본조군기고
본조군기고(本朝軍器考)는, 일본 에도 시대 중기의 고실(故実) 서적이다. 전12권이다. 저자는 에도 시대의 유학자이자 막부의 관료이기도 했던 아라이 하쿠세키(新井白石)로 교호(享保) 7년(1722년) 발문까지 완성되었고, 겐분(元文) 5년(1740년)에 간행되었다. 
제목의 본조란 ‘우리 나라(조정)’라는 뜻으로 여기서는 일본을 가리키며, 일본 고대로부터 에도 시대 당대에 이르는 군사 제도 ・ 구조 ・ 연혁 등에 대하여 기치(旗幟) ・ 궁시(弓矢) ・ 갑주(甲冑) 등으로 분류해 고증한 것으로 전12류(類) 151조로 완성하였다. 부고(付考)로 하쿠세키의 의제(義弟)이기도 했던 아사쿠라 가게히라(朝倉景衡)가 편집한 「본조군기고집고도설」(本朝軍器考集古図説)이 있다.

## 개요
저자인 아라이 하쿠세키 본인이 남긴 『아라이 하쿠세키 일기』(新井白石日記)에 따르면 호에이(宝永) 3년(1706년) 쇼군의 세자로 정해진 도쿠가와 이에노부(徳川家宣)로부터 “「본조군기고」(本朝軍器考)를 가까운 시일 내에 기술하도록 하라”는 의향이 전달되었다고 적고 있고, 6년(1709년) 가게히라가 쓴 서문이 있어서 이 사이에 성립된 것으로 여겨지고 있다.
일본 무가의 전례 의식(儀式) 관련 외에 실전에서 공격 및 방어에 사용되었던 병장기(여기에는 무기뿐 아니라 전투에서 부대 편성과 배치에 수반한 신호 전달 및 지휘 체계 관련 전반에 사용된 도구도 포함한다)들을 기치(旗幟)、금고(金鼓)、절월(節鉞)、궁시(弓矢)、노포(弩炮)、화기(火器)、 모창(矛槍)、검도(剣刀)、갑주(甲冑)、함순(鹵盾)、유막(帷幕)、안비(鞍轡) 등의 류(類)로써 12개 항목으로 나누어 모두 151개 조에 걸쳐 각각의 기물의 연혁과 특징을 서술하고 있다. 이 책의 초판이라고 할 수 있는 겐분 개판(元文開版)에는 아사쿠라 가게히라가 편집한 『본조군기고』의 도해 즉 삽화 설명인 『본조군기고집고도설』(本朝軍器考集古図説)이 붙어 있다.
에도 시대 무가고실의 1인자였던 이세 사다타케(伊勢貞丈)는 안에이 9년(1780년) 이 책에 대한 서평으로 본조군기고보정평(本朝軍器考補正評)을 썼다.

## 같이 보기
- 유직고실